# José Ramón Ravest Campaña
Juan Ramón Ravest Campaña; (La Serena, 23 de noviembre de 1850 - 1902). Abogado y político liberal chileno. Hijo de José Ravest y Bonilla y de Juana Campaña Villarroel. Contrajo matrimonio con Margarita Hurtado Barros.
Realizó sus estudios en el Liceo de La Serena y en la Escuela de Leyes de la Universidad de Chile, donde juró como abogado (1873). 
Se radicó en Coquimbo y fue promotor fiscal y procurador del Municipio de la ciudad. Su obra "Diccionario de la Jurisprudencia Chilena" le dio popularidad continental y fue premiado en Guatemala.
Miembro del Partido Liberal, por el cual fue elegido dos veces como Diputado suplente, pero no llegó a incorporarse en propiedad (1885 y 1888).
Diputado en propiedad por La Serena, Coquimbo y Elqui (1891-1894). Durante este período formó parte de la comisión permanente de Constitución, Legislación y Justicia.